# 藤木工務店
株式会社藤木工務店（ふじきこうむてん）は、大阪府大阪市中央区に本社・本店を置く、日本の建設会社である。

## 概要
1920年（大正9年）11月23日の創業以来、民間建築工事主体 （ほぼ建築専業） で営業している。
藤木工務店は、大阪の山本鑑之進工務店に勤務していた藤木正一 （1891年-1967年） が、山本鑑之進の事業を継承して創業した。辰野金吾門下だった山本の人脈にも支えられ、創業の翌月には日本銀行岡山支店 （現・ルネスホール） の新築工事を受注している。1921年（大正10年）10月の第一合同銀行倉敷支店工事 （現・中国銀行倉敷本町出張所） の受注をきっかけに当時の頭取 大原孫三郎と懇意になり、倉敷市周辺の民間建築物を多く手がけることになった。代表例として、大原美術館 （1930年竣工）が挙げられる。
日本銀行岡山支店、第一合同銀行倉敷支店の施工によって銀行建築の実績と評価を得た藤木工務店は、その後も中国銀行、住友銀行、三和銀行などの本支店を手がけ、戦前〜戦中の藤木工務店を支えた。
戦後の藤木工務店が得意としている分野に文化財の修復、改築がある。旧金毘羅大芝居、旧山邑家住宅（ヨドコウ迎賓館）、備中国分寺五重塔、孫文記念館（移情閣）、赤穂城本丸門、備中松山城などを手がけた。また、創業期に施工した日本銀行岡山支店、第一合同銀行倉敷支店は登録有形文化財となっている。
同様に、医療機関も実績がある分野だ。倉敷市の倉紡中央病院（1923年、現・倉敷中央病院）や医療法人創和会しげい病院本館、神戸市のパルモア病院などである。その他に特別養護老人ホームやケアハウスなど、福祉施設の実績も豊富だ。
1930年（昭和5年）3月の合名会社化を経て1936年（昭和11年）12月には株式会社化し、1994年（平成6年）10月には大阪証券取引所（現物株は東京証券取引所に統合）第二部に上場を果たした。しかしバブル経済崩壊後の建築工事の採算悪化などにより、2002年（平成14年）6月に民事再生法の適用を申請した。2006年（平成18年）2月、減資することなしに民事再生手続は終結している。

## 沿革

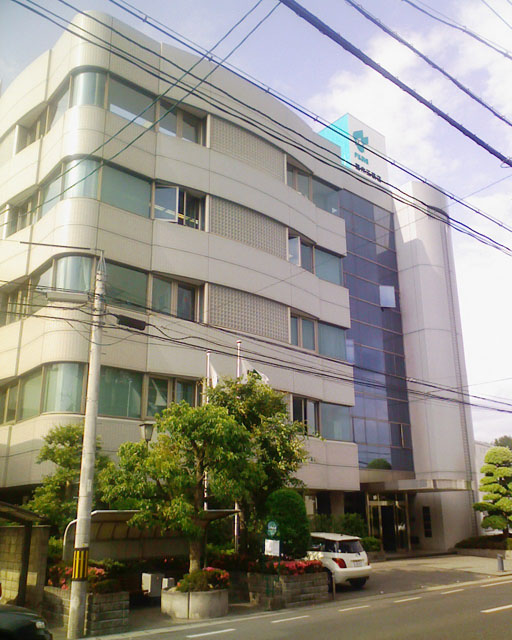
藤木工務店 倉敷支店

- 1920年（大正9年）11月23日 - 藤木正一により藤木工務店創業 （個人企業、大阪市西区靱上通2丁目48番地）。
- 1920年（大正9年）12月 - 日本銀行岡山支店工事を受注 （1922年3月竣工）。
- 1921年（大正10年）10月 - 第一合同銀行倉敷支店工事を受注。
- 1922年（大正11年）10月 - 倉敷出張所を設置。
- 1929年（昭和4年）5月 - 東京出張所を設置。
- 1930年（昭和5年）3月28日 - 合名会社藤木工務店に改組 （代表社員 藤木正一）。
- 1932年（昭和7年）5月 - 倉敷出張所を倉敷支店に昇格。
- 1936年（昭和11年）12月14日 - 株式会社藤木工務店に改組。
  - 初代社長 藤木正一、資本金 25万円、当時の本店： 大阪市東区瓦町1丁目9番地。支店： 東京、倉敷。
- 1967年（昭和42年）10月23日 - 初代社長 藤木正一死去。
- 1994年（平成6年）10月 - 大阪証券取引所第二部に株式上場 （当時の証券コード 1797）。
- 2002年（平成14年）6月4日 - 民事再生法適用を申請 （2002年9月、上場廃止）。
- 2006年（平成18年）2月 - 民事再生手続、終結。

## 施工物件
- 日本銀行岡山支店 （現・ルネスホール、岡山県岡山市） - 1922年（大正11年）
- 第一合同銀行倉敷支店 （現・中国銀行倉敷本町出張所） - 1922年（大正11年）
- 都ホテル（現・ウェスティン都ホテル京都、京都府京都市）  - 1925年（大正14年）
- 大原美術館 （岡山県倉敷市） - 1930年（昭和5年）
- 大阪信愛女学院 （現・大阪信愛学院、大阪府大阪市城東区） - 1959年（昭和34年） 〜
- 倉紡中央病院（現・倉敷中央病院、岡山県倉敷市） - 1923年（大正12年）[2]〜
- 旧金毘羅大芝居の改修（香川県仲多度郡） - 1976年（昭和51年）、2003年（平成15年）
- サブリーナタウン（現・ゆめタウン倉敷、岡山県倉敷市） - 1979年（昭和54年）
- 旧山邑家住宅（ヨドコウ迎賓館）の保存修理（兵庫県芦屋市） - 1989年（平成元年）、1998年（平成10年）[3]
- 神戸郵船ビルの耐震補強（兵庫県神戸市） - 1994年（平成6年）
- 孫文記念館（移情閣、兵庫県神戸市）の移築復元 - 1995年（平成7年）
- タカシマヤタイムズスクエア（東京都新宿区） - 1996年（平成8年）
- JP 箕面郵便局（大阪府箕面市） - 1997年（平成9年）
- 倉敷市消防局・倉敷消防署（岡山県倉敷市） - 1997年（平成9年）
- 大阪市道頓堀複合施設 （道頓堀グリコビル） - 1998年（平成10年）
- エステー化学（現・エステー）R&Dセンター（東京都新宿区） - 2001年（平成13年）
- エステー本社STCセンター（同上） - 2013年(平成25年)
- 日本生命淀屋橋ビル（大阪市中央区） - 2022年竣工

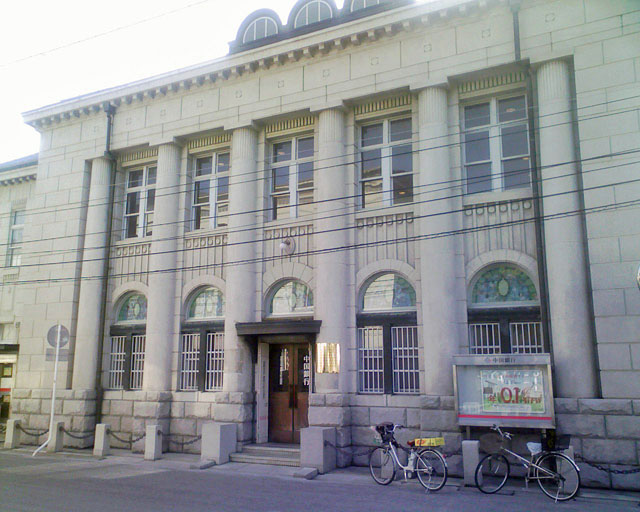
第一合同銀行倉敷支店 （現・中国銀行倉敷本町出張所）
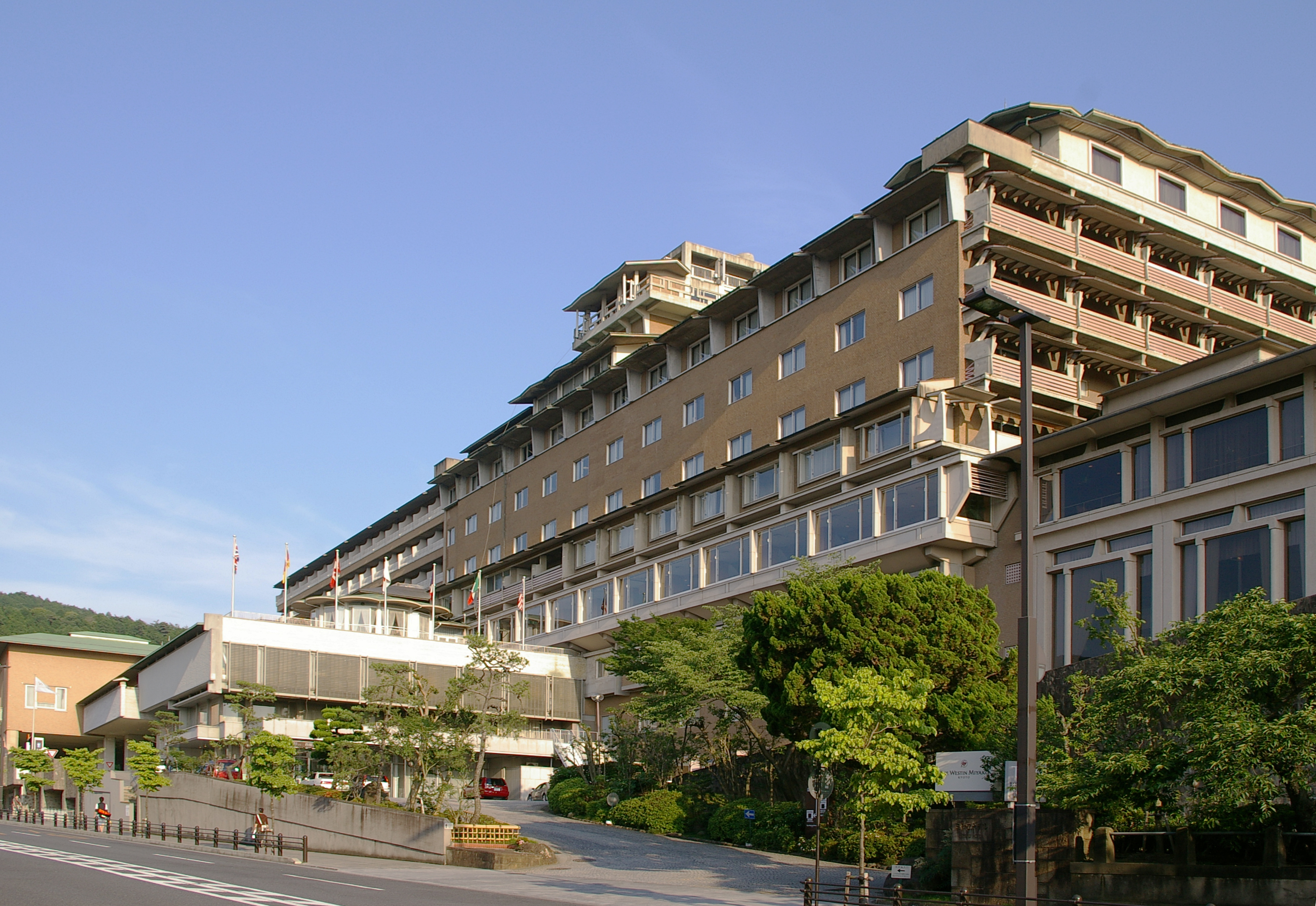
都ホテル（現・ウェスティン都ホテル京都）
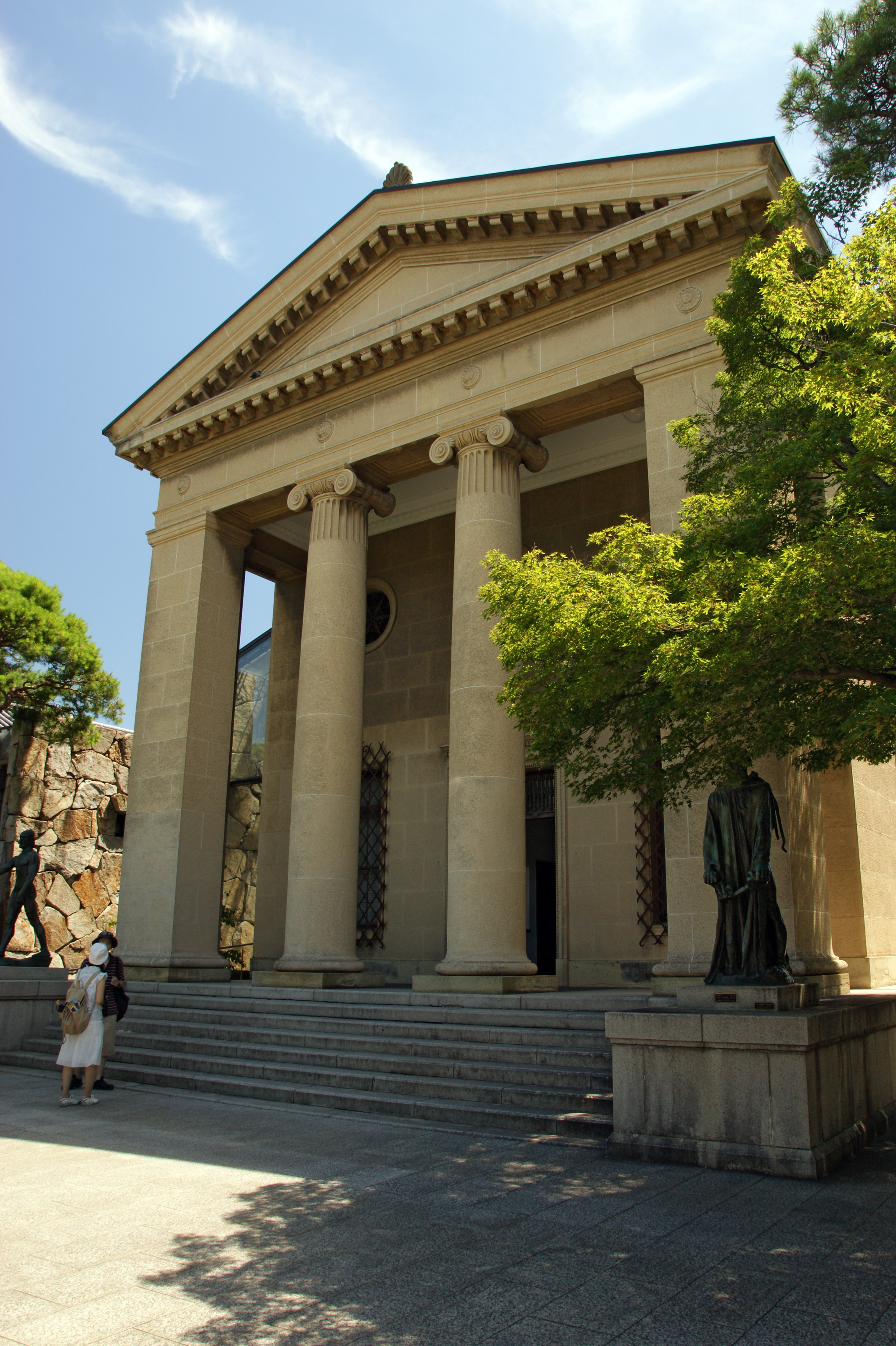
大原美術館
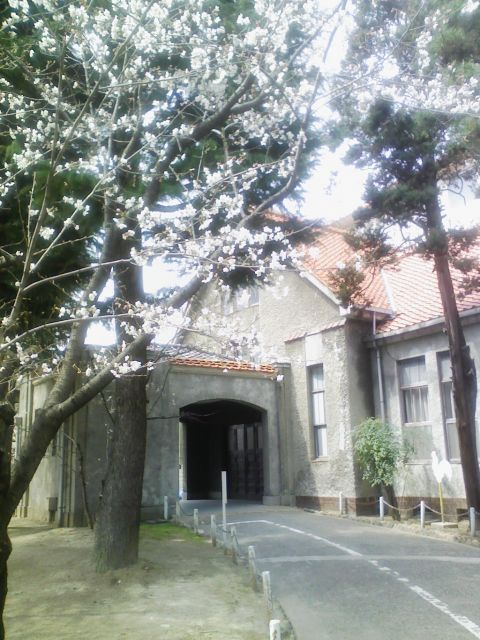
倉紡中央病院（現・倉敷中央病院）
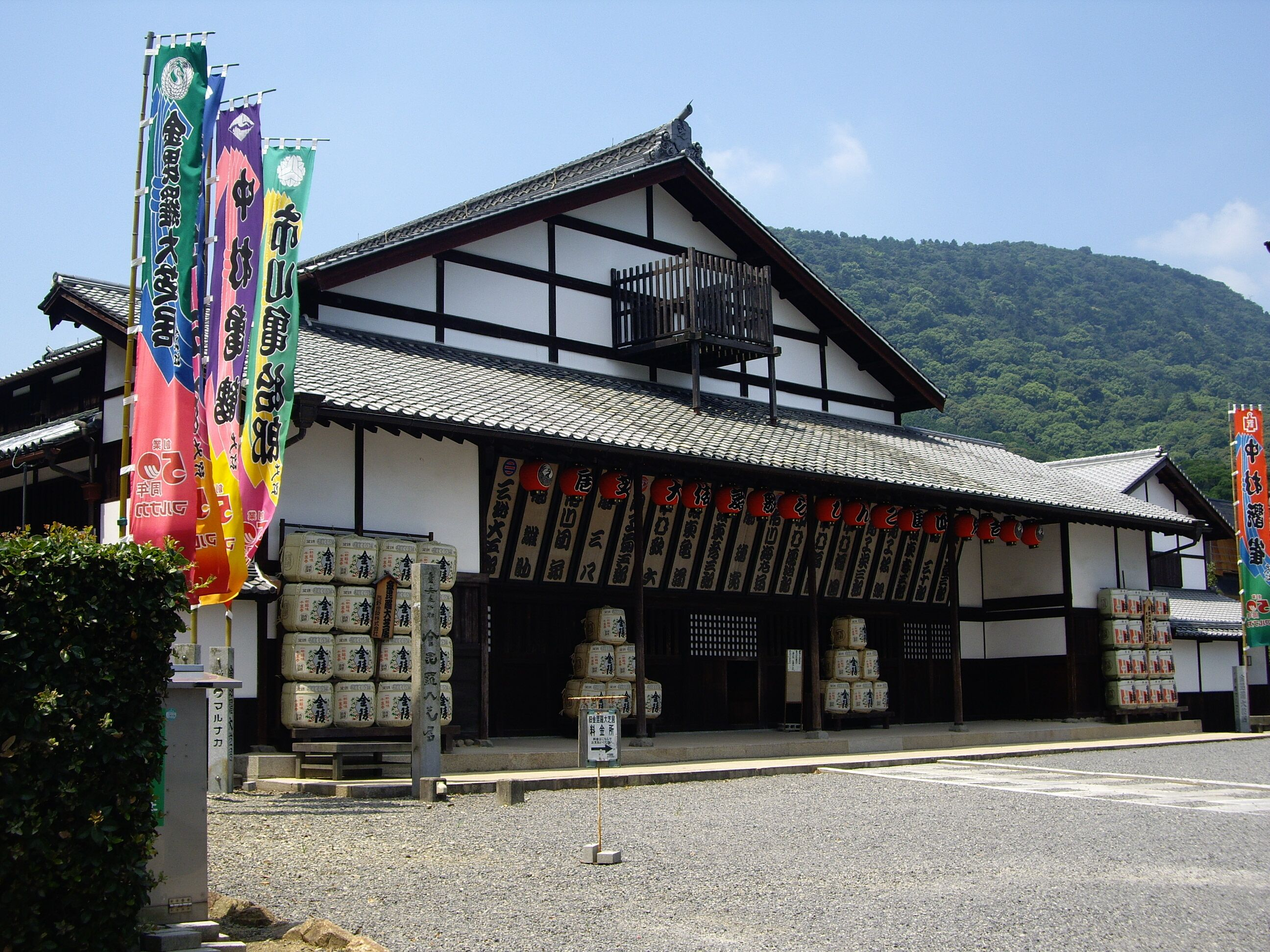
旧金毘羅大芝居の改修
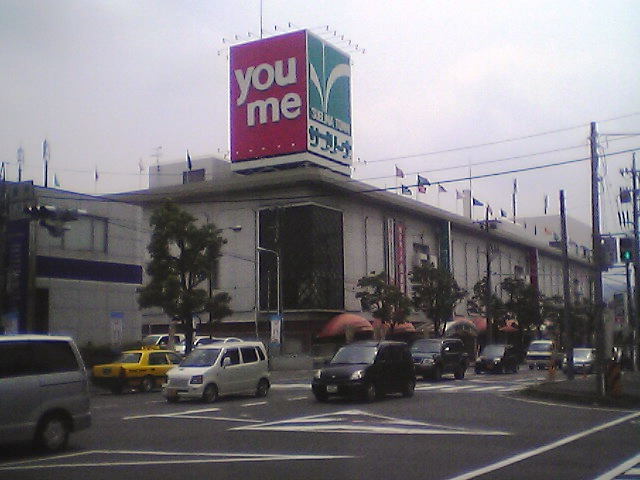
サブリーナタウン（現・ゆめタウン倉敷）
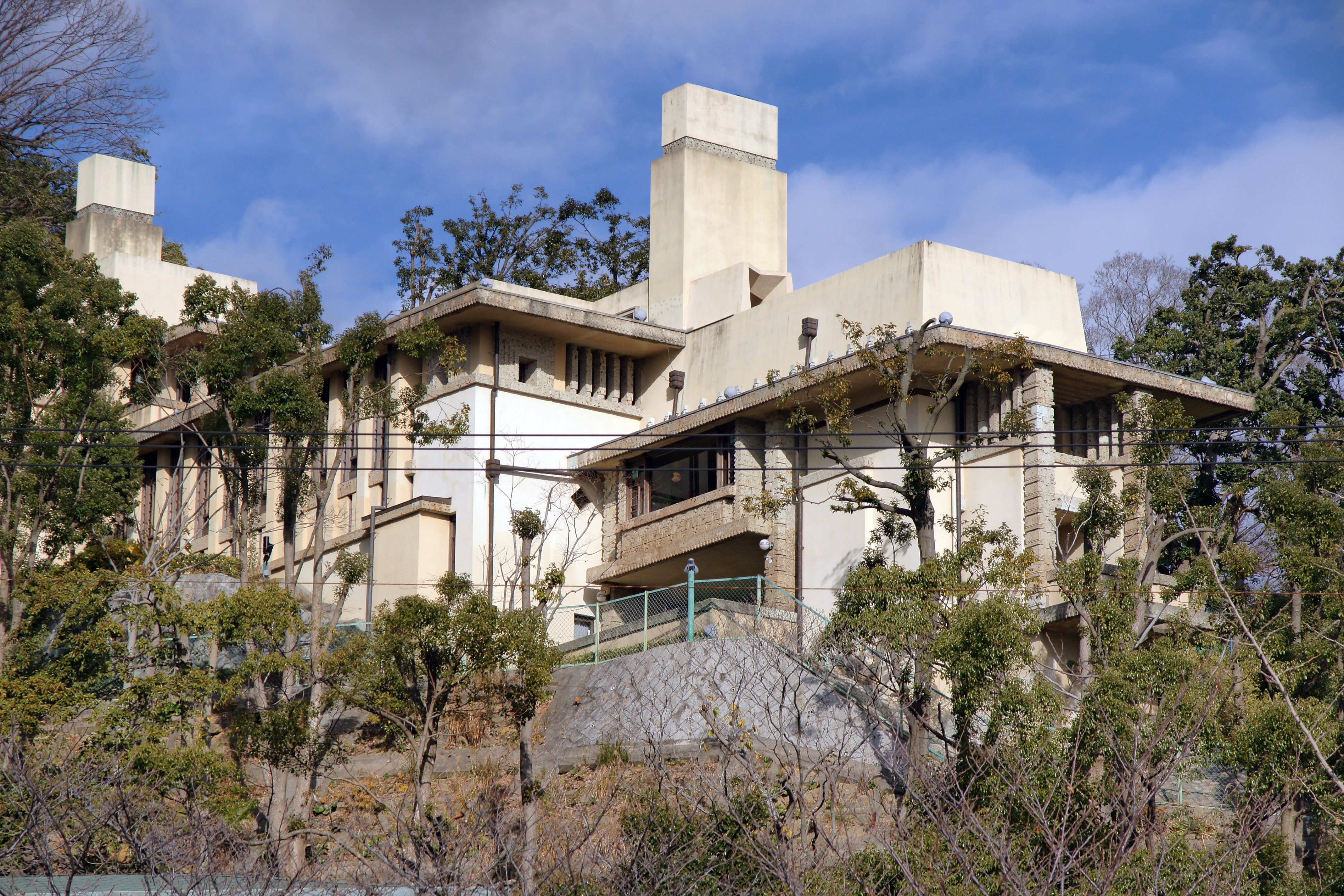
旧山邑家住宅（ヨドコウ迎賓館）の保存修理
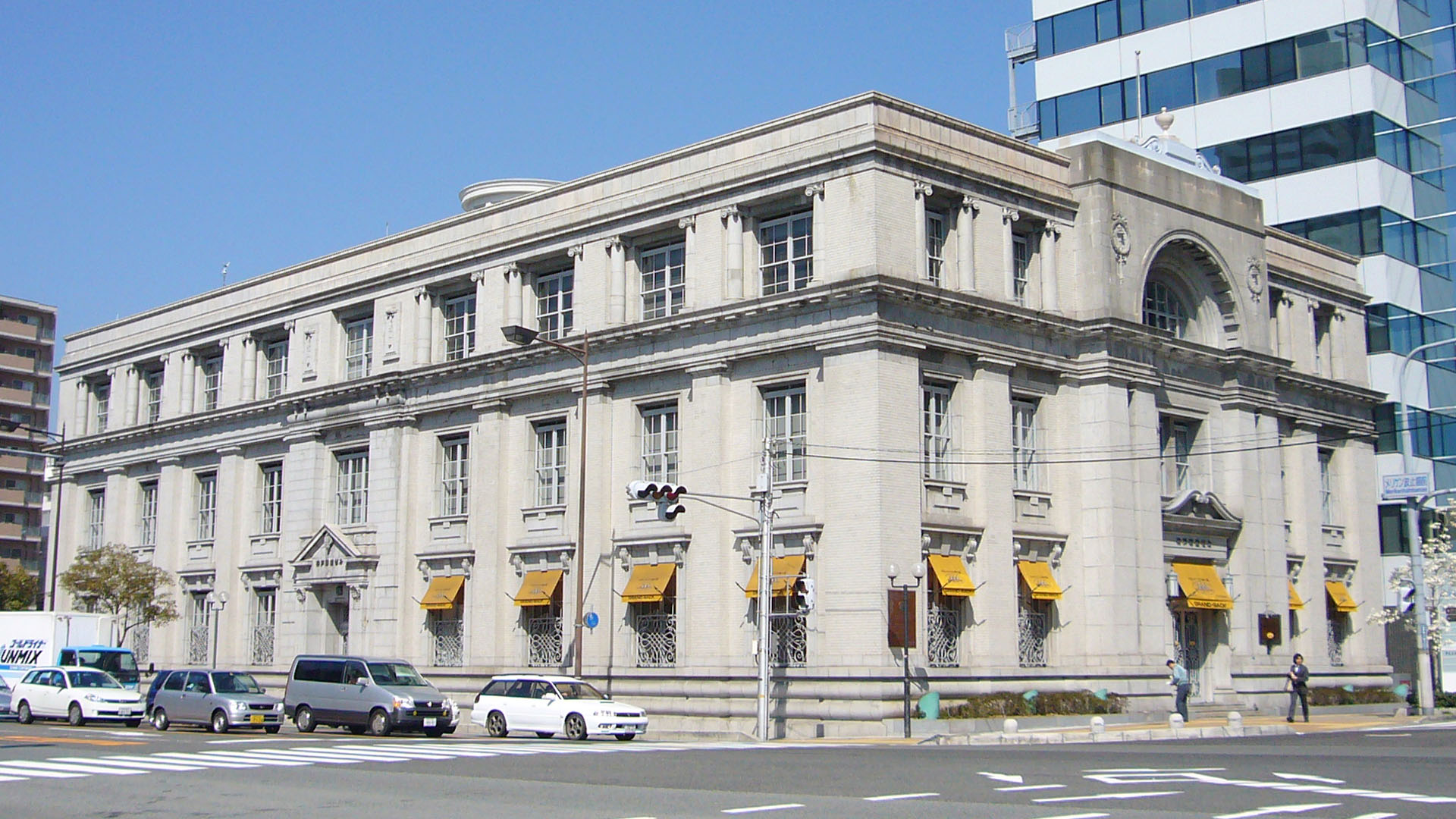
神戸郵船ビルの耐震補強
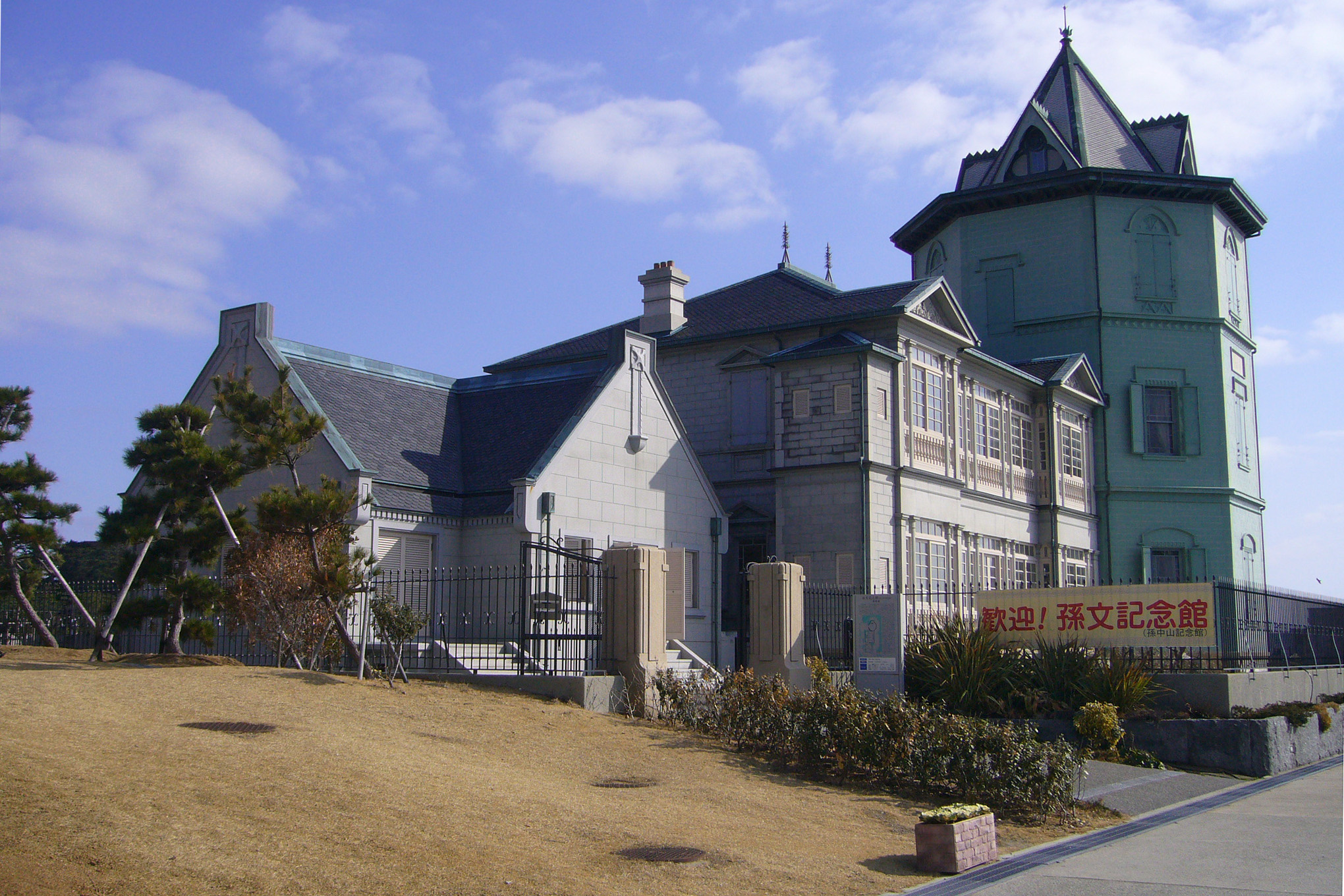
孫文記念館（移情閣）の移築復元
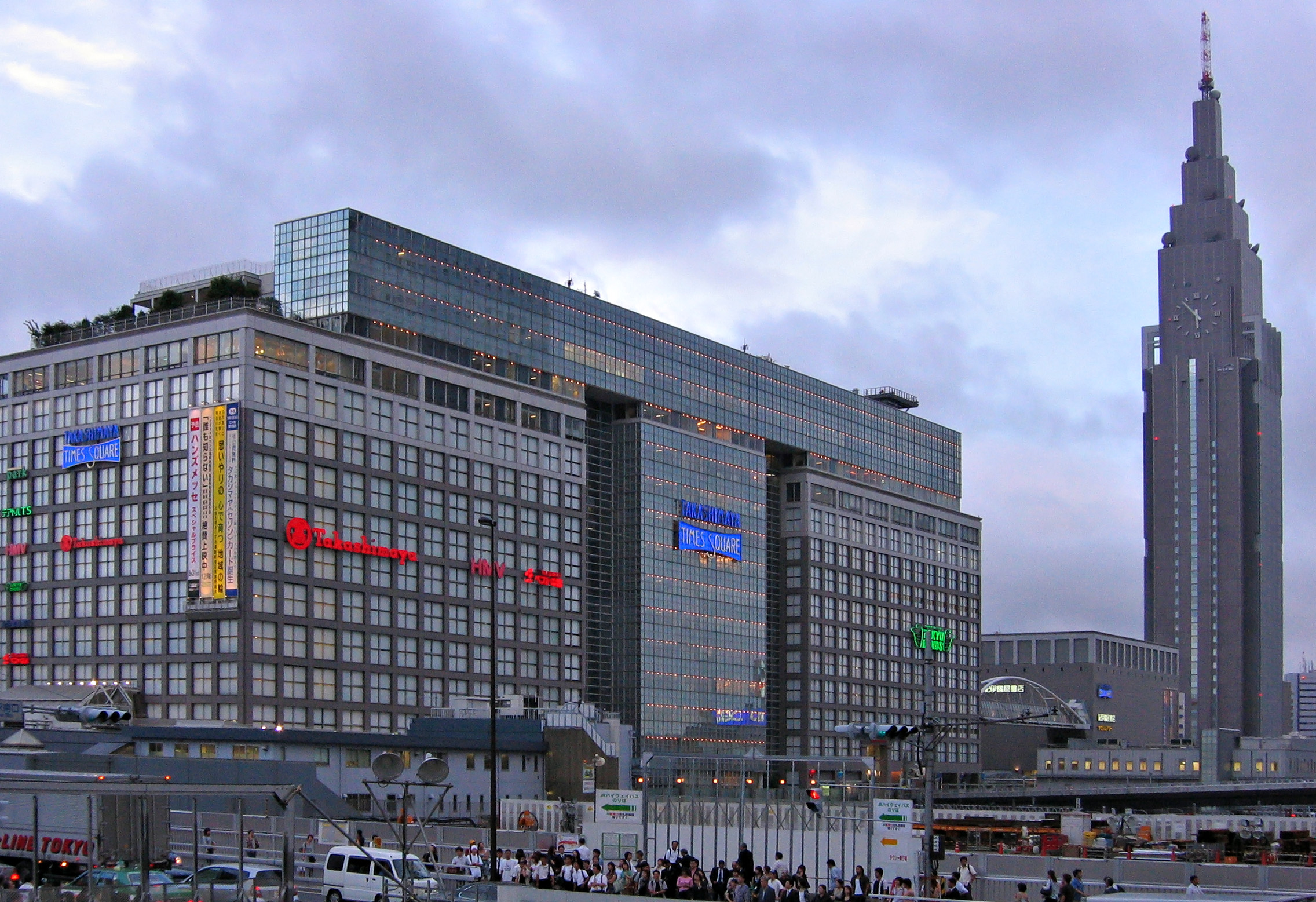
タカシマヤタイムズスクエア
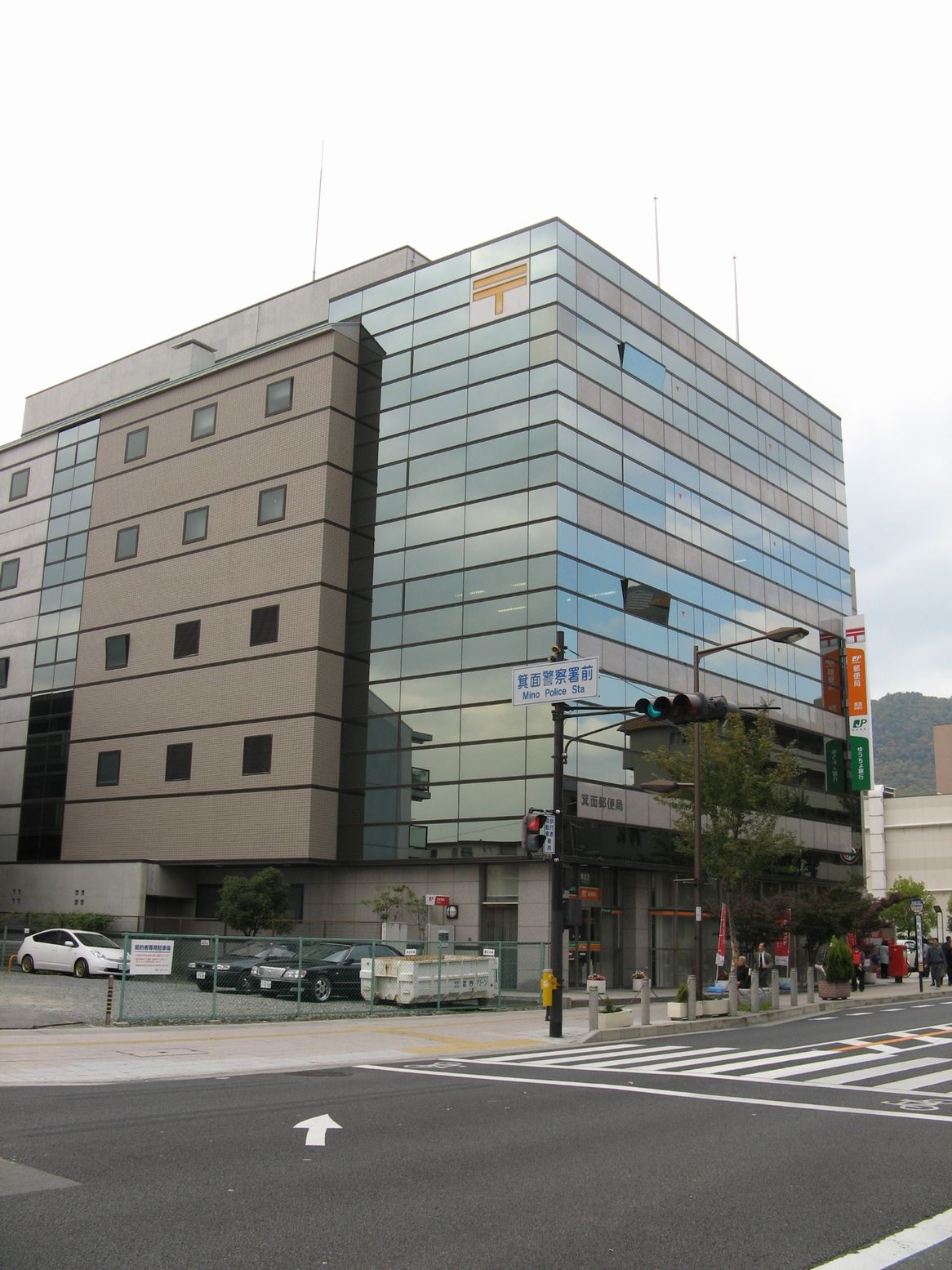
JP 箕面郵便局
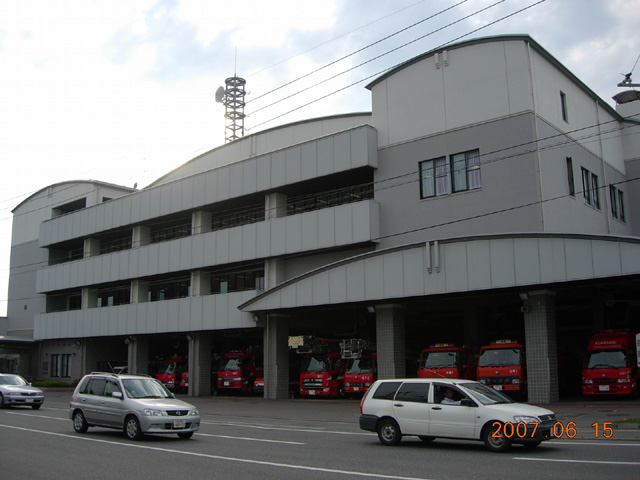
倉敷市消防局・倉敷消防署

## 書籍
- 藤木工務店 『藤木工務店70年史』 1992年3月。